# Região Geográfica Imediata de Tarauacá

Localização da Região Imediata de Tarauacá no Acre.

A Região Geográfica Imediata de Tarauacá é uma das 5 regiões imediatas do estado brasileiro do Acre, uma das 2 regiões imediatas que compõem a Região Geográfica Intermediária de Cruzeiro do Sul e uma das 509 regiões imediatas no Brasil, criadas pelo IBGE em 2017. É composta de 3 municípios:Tarauacá, Jordão, Feijó.